# Victor (Idaho)
Pour les articles homonymes, voir Victor.
Victor est une ville des États-Unis appartenant au comté de Teton de l'État de l'Idaho. Sa population était de 1 928 habitants au recensement de 2010. C’est la ville la plus peuplée du comté.

## Source
- (en) Cet article est partiellement ou en totalité issu de l’article de Wikipédia en anglais intitulé « Victor, Idaho » (voir la liste des auteurs).